# Skissen (naturreservat)
Skissen är ett naturreservat i Avesta kommun i Dalarnas län.
Området är naturskyddat sedan 2011 och är 141 hektar stort. Reservatet omfattar natur kring sjöarna Klar-Skissen och Svartskissen och består av granskog, barrblandskog och tallskog. 